# Composition des équipes féminines de handball aux Jeux olympiques d'été de 2008
Cet article liste la composition des équipes féminines de handball aux Jeux olympiques d'été de 2008, organisés à Pékin du 9 au 23 août 2008.

## Remarques
L'âge, le nombre de sélections et le nombre de buts sont en date du 9 août 2008, date de début de la compétition. Quant au club, il s'agit en principe de celui pour la saison 2007-2008.

### Ouvrage de référence
- (en) Official Results of the 2008 Olympic Games - Handball, Comité international olympique, 24 août 2008, 527 p. (lire en ligne)

Compositions
1. ↑  Composition de l'équipe - Allemagne, p. 7.
2. ↑  Composition de l'équipe - Angola, p. 3.
3. ↑  Composition de l'équipe - Brésil, p. 4.
4. ↑  Composition de l'équipe - Chine, p. 5.
5. ↑  Composition de l'équipe - Corée du Sud, p. 10.
6. ↑  Composition de l'équipe - France, p. 6.
7. ↑  Composition de l'équipe - Hongrie, p. 8.
8. ↑  Composition de l'équipe - Kazakhstan, p. 9.
9. ↑  Composition de l'équipe - Norvège, p. 11.
10. ↑  Composition de l'équipe - Roumanie, p. 12.
11. ↑  Composition de l'équipe - Russie, p. 13.
12. ↑  Composition de l'équipe - Suède, p. 14.

Statistiques cumulées
1. ↑  Statistiques cumulées - Allemagne, p. 248.
2. ↑  Statistiques cumulées - Angola, p. 250.
3. ↑  Statistiques cumulées - Brésil, p. 244.
4. ↑  Statistiques cumulées - Chine, p. 238.
5. ↑  Statistiques cumulées - Corée du Sud, p. 232.
6. ↑  Statistiques cumulées - France, p. 236.
7. ↑  Statistiques cumulées - Hongrie, p. 234.
8. ↑  Statistiques cumulées - Kazakhstan, p. 246.
9. ↑  Statistiques cumulées - Norvège, p. 228.
10. ↑  Statistiques cumulées - Roumanie, p. 240.
11. ↑  Statistiques cumulées - Russie, p. 230.
12. ↑  Statistiques cumulées - Suède, p. 242.

Remplacements
1. ↑  Zhang Geng a remplacé Wu Yanan. Source Communication officielle - Chine, p. 518.
2. ↑  Mihaela Ani Senocico a remplacé Talida Tolnai. Source Communication officielle - Roumanie, p. 524.
3. ↑  Frida Toveby a remplacé Therese Islas Helgesson. Source Communication officielle - Suède, p. 519.